# Monument voor Joodse dove oorlogsslachtoffers
Het Monument voor Joodse Dove Oorlogsslachtoffers is een gedenkteken aan het Hortusplantsoen in Amsterdam voor dove en slechthorende Joodse slachtoffers van de Tweede Wereldoorlog. Het is tot stand gekomen op initiatief van de Stichting Dovenshoah en onthuld op 17 oktober 2010.
Het oorlogsmonument bevat een rechthoekige sokkel met daarop een beeld van Truus Menger-Oversteegen.
Op de voorkant van de sokkel staan een reliëf, ontworpen door Bart Koolen, waar in gebarentaal wordt uitgebeeld wereld/doof/blijven, en inscripties met de tekst:

de wereld bleef doof

Ter nagedachtenis aan

de Joodse Dove slachtoffers van het naziregime

1940 - 1945